# Baradères
Baradères (en criollo haitiano Baradè) es una comuna de Haití, que está situada en el distrito de Baradères, del departamento de Nippes.

## Secciones
Está formado por las secciones de:
- Gérin (también denominada Mouton)
- Tête d'Eau
- Fond Tortue (que abarca el barrio de Fond Tortue)
- La Plaine
- Rivière Salée

## Demografía
| Gráfica de evolución demográfica de Baradères entre 2009 y 2015 |
|                                                                 |

Los datos demográficos contemplados en este gráfico de la comuna de Baradères son estimaciones que se han cogido de 2009 a 2015 de la página del Instituto Haitiano de Estadística e Informática (IHSI). 